# Juffrouw Ooievaar
Juffrouw Kato Ooievaar was een van de eerste handpoppen in het Nederlandse kinderprogramma De Fabeltjeskrant. Zij kwam voor in beide reeksen van de serie, alsook in de musical.
Kato voelt zich de baas van het Grote Dierenbos en ze wordt hierin gesteund door haar volgzame assistenten Woefdram en Zoef de Haas, al vindt ze Woefdrams betiteling 'hoogbenige majesteit' net weer te ver gaan. Ze voelt zich geroepen om alle gebeurtenissen in het Grote Dierenbos stevig in de hand te houden, hierin nauwelijks geholpen door de andere bewoners van het bos. Die vinden dat Juffrouw Ooievaar met haar beide benen op de grond moet blijven staan. In de volledige versie van het Fabeltjeskrant-beginthema zingt Meneer de Uil dat zij een 'lange, spitse snavel vol met bitse praatjes' heeft. Desalniettemin is zij een gerespecteerde dame, voornamelijk doordat ze in crisissituaties vaak het voortouw neemt om naar een oplossing te zoeken.
In de serie werd haar stem ingesproken door Elsje Scherjon. De stem (en ook het taalgebruik) lijkt op die van de politica Marga Klompé. In werkelijkheid was het personage gebaseerd op Jopie Kullberg-Donkervoort. De schrijver van de Fabeltjeskrant, Leen Valkenier, baseerde een aantal personages op bestaande personen uit Vreewijk (Rotterdam), waar hij opgroeide. Valkenier en Donkervoort kenden elkaar van de MULO en een toneelgroep. In de musical uit 2007 nam Ilona Stokvis de stem voor haar rekening.